# Шесторката
Шесторката е клуп във вид на числото 6 на железопътната линия Горна Оряховица - Дъбово, минаващ през железопътна спирка Бъзовец и село Мръзеци, община Трявна, област Габрово.
С построяването на тази рядко използвана и забавяща движението форма на железопътна линия се скъсява нейното трасе при максимален наклон 25 ‰ и минимален радиус 250 м.
Клупът се намира между гара Плачковци и най-високо разположената (на 865 м надморска височина) по линията гара Кръстец. Той е разположен в направление юг - север, има най-голяма дължина 1,8 км и най-голяма ширина 0,6 км. В южната и северната част линията минава през тунели №№ 12 и 13 на жп. линия № 4 на БДЖ. На мястото на пресичането на линията на 2 равнища се намира железопътна спирка Бъзовец. В посока от Плачковци към Кръстец клупът започва от тунел № 12 под спирката и отива на изток, завива на север и минава през с. Мръзеци, завива на запад и минава през тунел № 13, обикаля връх Бъзовец (897 метра), завива на юг и завършва при спирката.
Ръководител на строежа на участъка Плачковци – Борущица е Христо Никифоров от Ловеч, оглавявал по онова време Главното предприятие за построяването на линията Търново - Трявна – Борущица. Поради особено тежките топографски условия, наложили изграждане на „шесторката“, пусковият срок 24 ноември 1908 г. 2 пъти е отсрочван. Пуснат е в редовна експлоатация едва на 1 септември 1913 г.